# Totonicapa
Totonicapa är en ort i Mexiko.   Den ligger i kommunen Tlanchinol och delstaten Hidalgo, i den sydöstra delen av landet, 180 km norr om huvudstaden Mexico City. Totonicapa ligger 961 meter över havet och antalet invånare är 410.
Terrängen runt Totonicapa är huvudsakligen kuperad, men åt nordost är den bergig. Runt Totonicapa är det ganska glesbefolkat, med 43 invånare per kvadratkilometer. Närmaste större samhälle är Tlanchinol, 5,1 km norr om Totonicapa. I omgivningarna runt Totonicapa växer i huvudsak städsegrön lövskog.